# Шарл Емил Пикар
Шарл Емил Пикар (фр. Charles Émile Picard; Париз, 24. јул 1856 — Париз, 11. децембар 1941) био је водећи француски математичар.
Пикарови математички радови, уџбеници и многи познати списи представљају импресивна математичка дела за Пикарово време. Пикар је најпознатији по двема теоремама које носе његово име, у области комплексних променљивих. Такође је доста допринео теорији диференцијалних једначина, укључујући дела на Пенлевеовим трансцедентима и његово увођење типа симетричне групе за линеарне диференцијалне једначине, Пикарове групе. У вези са његовим делима у области теорије функција, био је један од првих математичара који су користили идеје алгебарске топологије.
Поред теоретских дела, Пикар је такође значајно допринео примењеној математици, укључујући теорије телеграфије и еластичности.
Као и његов савременик, Анри Поенкаре, Пикар је доста радио на обучавању студената математике, физике и инжењерских факултета. Написао је класичан уџбеник о анализи, који се и даље сматра стандардном референцом, као и један од првих уџбеника о теорији релативитета. Пикарови познати списи укључују биографије многих водећих француских математичара, укључујући његовог зета, Шарла Ермита.
Године 1924, примљен је у Француску академију.